# Volo Air France 1611
L'incidente del volo Air France 1611, con 95 vittime, fu un disastro aereo occorso a un volo di linea in servizio dall'aeroporto di Ajaccio all'Aeroporto di Nizza in Francia. Il velivolo si schiantò nel Mar Mediterraneo al largo di Nizza, uccidendo tutti gli occupanti (tra cui il generale René Cogny, membro della resistenza francese durante la seconda guerra mondiale).

## Il velivolo
Il velivolo coinvolto nell'incidente era un Sud-Aviation SE-210 Caravelle III con numero di registrazione F-BOHB e numero di serie 244 immatricolato il 24 aprile 1968. Il 19 aprile dello stesso anno fu ceduto all'Air France, nella quale ricevette il nome di Bearn. L'11 agosto ricevette il certificato di volo n. 27224. Al momento dell'incidente aveva accumulato 1.001 ore di volo e 579 atterraggi.
Era mosso da due motori Rolls-Royce Avon 527B (n. 30.573 e 30.556), il reattore destro era stato sostituito l'8 settembre da un nuovo motore in seguito all'inghiottimento nelle turbine di oggetti estranei.

## L'equipaggio

### Il comandante
Il comandante Michel Salomon era nato il 16 novembre 1932 a Riom, era sposato e aveva un figlio, era entrato in Air France l'8 settembre 1955, aveva ottenuto il brevetto di pilota di linea il 9 agosto 1960 e il 21 maggio 1968 aveva effettuato le ultime visite mediche. Era qualificato per pilotare DC-3, DC-4, Lockheed L-049 Constellation, L-1049, Lockheed L-1649 Starliner e SE-210 Caravelle. Aveva volato per 8.836,75 ore di cui 4.652,59 di notte ed era atterrato già per 25 volte a Nizza di cui dodici di notte e pilotava dopo un riposo di più di 12 ore.

### Il copilota
Il copilota Émile Duvinage era nato il 18 dicembre 1935 ad Alençon, era sposato e aveva un figlio, era entrato in Air France il 18 agosto 1967, aveva ottenuto il brevetto di pilota di linea il 13 febbraio 1968 e il 13 giugno 1968 aveva superato le visite mediche. Era qualificato per pilotare i Beechcraft Model 18, PA-30, C-326, MS-733, DC-3, Mystère 20 e SE-210 Caravelle. Aveva volato per 4293,83 ore di cui 253,11 di notte ed era atterrato già per 26 volte a Nizza di cui cinque di notte e pilotava dopo un riposo di più di 12 ore.

### Il tecnico di volo
Il tecnico di volo Juan Roger era nato il 26 dicembre 1929 ad Orano nell'allora Algeria francese, era sposato ed entrato in Air France il 21 marzo 1962; aveva volato per 4.364,42 ore di cui 1.866, 34 di notte. Era qualificato per pilotare il DC-3, il DC-4 e l'SE-210 Caravelle. Era da luglio che volava sull'aereo coinvolto nell'incidente e tornava al lavoro dopo un riposo di più di 12 ore.

### Il capo equipaggio
Il capo equipaggio era Michel Gérard nato a Parigi il 10 agosto 1937, era sposato, aveva tre figli ed entrato in Air France il 18 ottobre 1959; aveva volato per 3.588,58 ore di cui 2.738,52 di notte e tornava al lavoro dopo un riposo di più di 12 ore.
Sul Caravelle servivano altri 2 assistenti di volo:
- Genevieve Maillot, 29 anni (nata il 4 luglio 1939). Lavorava per Air France un anno e mezzo (dal 24 aprile 1967); aveva volato 774 ore e 36 minuti (di cui 187 ore 20 minuti di notte)
- Michele Orry, 22 anni (nato il 21 febbraio 1946) - assistente di volo tirocinante. Era entrato in Air France da 4 mesi e 13 giorni (dal 29 aprile 1968); aveva volato per 139 ore e 25 minuti (di cui 24 ore e 5 minuti di notte).

## Il volo
L'11 settembre 1968 il Sud Aviation SE-210 Caravelle III F-BOHB arrivò ad Ajaccio alle 08:11 GMT (09:11 CET). Dai controlli esterni non furono riscontrati danni e i serbatoi vennero riforniti per il viaggio di ritorno; successivamente salirono a bordo 89 passeggeri. Alle 09:02 l'equipaggio ricevette il permesso di rullare lungo la pista 21 (verso sud). Alle 09:07 l'aereo si allineò sulla pista e alle 09:08 ottenne il permesso di decollare. Alle 09:09 il velivolo decollò senza incidenti dall'aeroporto di Ajaccio, e alle 09:12 al livello di volo 40 (4000 piedi o 1220 metri) superò il punto "Alpha Juliette". Un altro controllore diede ai piloti il permesso di salire al livello di volo 160 (16.000 piedi o 4.880 metri) in direzione del punto "Bravo" e di mettersi in contatto con i controllori del traffico aereo del settore sud-orientale del centro regionale di Marsiglia.
Il volo attraversò un fonte freddo con cirri, altocumuli e altri cumuli con rischio di piogge isolate. Alla partenza da Ajaccio vennero registrati 23°C con poco vento.
Alle 09:13:50 l'equipaggio passò alla comunicazione con Marsiglia. Il volo proseguì normalmente e alle 09:28:00 venne dato il permesso di scendere. Ma alle 09:30:20, quando l'aereo di linea si trovava tra i livelli di volo 90 e 70 (tra 2740 e 2130 metri), i piloti comunicarono: "Siamo...siamo nei guai" (in francese , "On a...des ennuis"), e richiesero un avvicinamento diretto per un atterraggio d'emergenza. Gli fu dato il permesso di scendere e di passare alla comunicazione con l'ATC all'aeroporto di Nizza. L'equipaggio confermò la ricezione dell'informazione e trasmise: "Abbiamo...un incendio" (in francese , "On a...le feu"). Quindi alle 09:31:45 i piloti si misero in contatto con Nizza e confermarono di avere un incendio a bordo venendo autorizzati all'avvicinamento diretto. Alle 09:32:28 il controllore ricevette l'ultimo messaggio dal volo 1611: "Ci schianteremo se continua così" (in francese , "On va crasher si ça continue"). L'ultimo avvistamento del Caravelle sullo schermo radar fu alle 09:32:52 e alle 09:33:09 a 25 e 22 miglia (46,3 e 40,7 chilometri) dall'aeroporto di Nizza.
Intorno alle 09:40 (10:40 CET) il volo AF1611 si schiantò in acqua affondando a una profondità di circa 2600 metri, uccidendo tutte le 95 persone a bordo. Immediatamente iniziarono le attività di prospezione, e alle 11:22 l'F-SSZP (un Lockheed Constellation) segnalò il ritrovamento di macchie di cherosene e detriti sulla superficie dell'acqua a sud di Capo Antibes.

## L'inchiesta
L'indagine sulle cause dello schianto del volo AF1611 è stata condotta dalla Bureau d'Enquêtes et d'Analyses pour la sécurité de l'aviation civile (BEA).
Nelle acque del Mar Mediterraneo sono state recuperate complessivamente circa 8-10 tonnellate di detriti, a seguito delle indagini durante le quali si stabilì che l'incendio più intenso si è verificato nella sezione di coda sul lato destro, più precisamente nell'area del bagno e della cucina di bordo. Allo stesso tempo, si è riscontrato che il fuoco non si spense e che non danneggiò la fusoliera esterna. Il BEA non poté stabilire con certezza la causa esatta o più probabile dell'incendio.
Nel 1973, durante l'indagine sulle cause del disastro del volo Varig 820, vicino a Parigi, il BEA, nel rapporto finale dell'inchiesta, notò una somiglianza tra questo disastro e quello di Nizza, poiché in entrambi i casi c'è stato un incendio a bordo, che era risultato più intenso nell'area della toilette. Secondo lo stesso rapporto, la causa più probabile dell'incidente aereo brasiliano era stata una sigaretta rimasta accesa nel secchio del pattume, e quindi forse anche della distruzione del Caravelle.

### Teoria del missile
Una versione molto popolare è che l'aereo di linea è stato colpito da un missile intenzionalmente o accidentalmente. Questa versione cercò di inquadrare il ministro della difesa Michel Debré, che il 26 settembre 1969 aveva affermato che a quel tempo non era stata effettuata alcuna esercitazione militare sull'Île du Levant, situata non lontano dal luogo dell'incidente e centro di vari test missilistici. Tuttavia, alcuni testimoni indicano che le esercitazioni di difesa aerea negli attacchi contro bersagli aerei di addestramento venivano ancora svolte, ma che erano state interrotte dopo che un aereo civile comparve sul radar. Sebbene ciò non escluda la possibilità che uno dei missili sia comunque riuscito a colpire il volo 1611.
Il 9 settembre 2006 le famiglie delle vittime presentarono una petizione al Ministero della Difesa francese accusandolo di omicidio di massa.
Il 10 maggio 2011 l'ex segretario militare Michel Laty, in un'intervista al canale televisivo "TF1", affermò che il volo Air France 1611 era stato abbattuto da un missile deviato dalla traiettoria.

## Le vittime

### Equipaggio
- Duvinage Émile (33 anni), pilota
- Michel Gérard (31 anni), capo equipaggio
- Orry Michèle (22 anni), assistente di volo
- Roger Juan (39 anni), tecnico di volo
- Salomon Michel (35 anni), comandante
- Tricot Genviève (29 anni), assistente di volo

### Passeggeri
- Arrighi Pierrine
- Baillerin Jean-Amédéé
- Bussetil PIerre
- Sig.ra Giani
- Giani Toussaint
- Sig.na Julien
- Sig. Lafont
- Lafont Alain
- Lafont Sylvie
- Leonetti Jean
- Sig.ra Leonetti
- Meli Pierre
- Perrier-Padovani Betty
- Perrier-Padovani Stéphane
- Signor Pinon
- Ribes Marie-Mathilde
- Sawicki Jerzy
- Simongiovanni Michel
- Srebnik Benny
- Wimbee Jacques-Alfred

## Monumenti
Nel 2014 è stata inaugurata a Nizza una stele in memoria delle 95 vittime, anche una cappella nel cimitero marino di Ajaccio è dedicata alle vittime. Una stele dedicata alle vittime è presente anche a Cap d'Antibes.

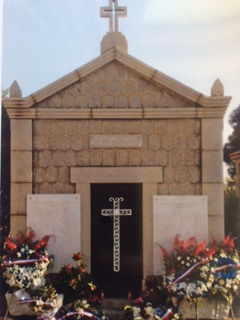
Esterno della cappella al cimitero marino di Ajaccio.
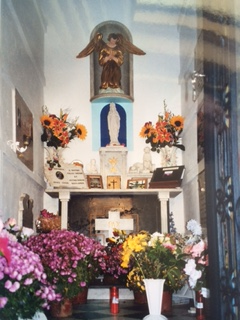
Interno della cappella del cimitero marino di Ajaccio.
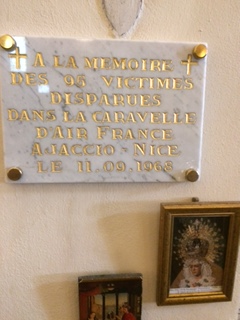
Stele nella cappella di Cap d'Antibes.
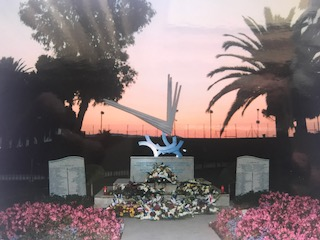
Stele in ricordo delle 95 vittime nella Promenade des Anglais a Nizza.